# Нудель, Ида Яковлевна
Ида Яковлевна Нудель (ивр. אידה נודל‎; 27 апреля 1931, Новороссийск, Северо-Кавказский край — 14 сентября 2021, Холон, Тель-Авивский округ) — советская диссидентка и правозащитница, которая боролась за право советских евреев на выезд из СССР.

## Биография
В СССР сталкивалась с проявлениями антисемитизма. После подачи документов на выезд в Израиль получила отказ и была уволена с работы. Начала заниматься правозащитной деятельностью и собирать информацию о еврейских заключенных, помогать им в защите своих прав. Трижды арестовывалась, отбыла 15 суток в тюрьме. В 1978 году приговорена к 4 годам ссылки. После освобождения в 1982 году пять лет  прожила в Бендерах. В 1987 эмигрировала из СССР.
В Израиле придерживалась правых и сионистских взглядов.
Скончалась в Реховоте (Израиль) в возрасте 90 лет. Похоронена на кладбище Яркон под Петах-Тиквой.
Лауреат премии имени Зеева Жаботинского «За выдающийся личный вклад в дело борьбы за права еврейского народа», а также прототип главной героини кинофильма «Прощай, Москва» (Италия, 1987). Автор книги воспоминаний.